# Passeport angolais
Le passeport angolais est un document de voyage international délivré aux ressortissants angolais, et qui peut aussi servir de preuve de la citoyenneté angolaise.

## Aspect physique
Le passeport angolais est de couleur noire, de taille moyenne et lisible à la machine. La couverture est illustrée par les armoiries de l'Angola au centre. Le mot "Passeport", en portugais, est inscrit sous les armoiries. La phrase "République d'Angola" en portugais est au-dessus.

## Conditions requises
Pour qu'un citoyen obtienne un passeport angolais, il est nécessaire de présenter:
- Les formulaires dûment remplis
- 3 photographies (Largeur : 30mm, Taille : 40mm ; Hauteur de la tête (jusqu'au sommet des cheveux) : 30mm ; Distance du sommet de la photo jusqu'au sommet des cheveux : 2.5mm)
- Hommes : photo avec costume et cravate
- Femmes : photo avec chemisier fermé
- Une copie de la carte d'identité ou de l'acte de naissance. Uniquement pour les enfants jusqu'à 10 ans
- Copie de la carte d'étranger ou du protocole de la police fédérale
- Passeport périmé (pages principales)
- Certificat de travail, si vous êtes travailleur
- Frais : USD 30 (trente dollars américains). Formulaire et feuille de couverture
- Preuve d'autorité parentale des parents, pour les enfants de moins de 18 ans
- Certificat de résidence en cours.

## Nouveau passeport biométrique
En 2021, les citoyens angolais pourraient recevoir le premier modèle de passeport biométrique, qui combine un élément d'identification personnelle avec un design innovant et une technologie de sécurité. Le passeport biométrique, qui est un document d'identité papier et électronique utilisant des données biométriques pour prouver la citoyenneté des voyageurs, remplacera donc le passeport actuel.  Les informations personnelles des détenteurs de passeports sont stockées sur une minuscule puce électronique RFID. Il s'agit d'une information qui contient les données et la photo qui figurent sur la page principale de la carte d'identité, ainsi que les empreintes digitales prises à la demande de l'autorité de délivrance. L'objectif est de prévenir la fraude ou la contrefaçon en rendant pratiquement impossible l'utilisation du document par des tiers. Le document est déjà utilisé dans plusieurs pays du monde,,.

## Liste des pays sans visa ou visa à l'arrivée
Zambie, Namibie, Tunisie, Dominique, l'Afrique du Sud